# Động cơ áp điện

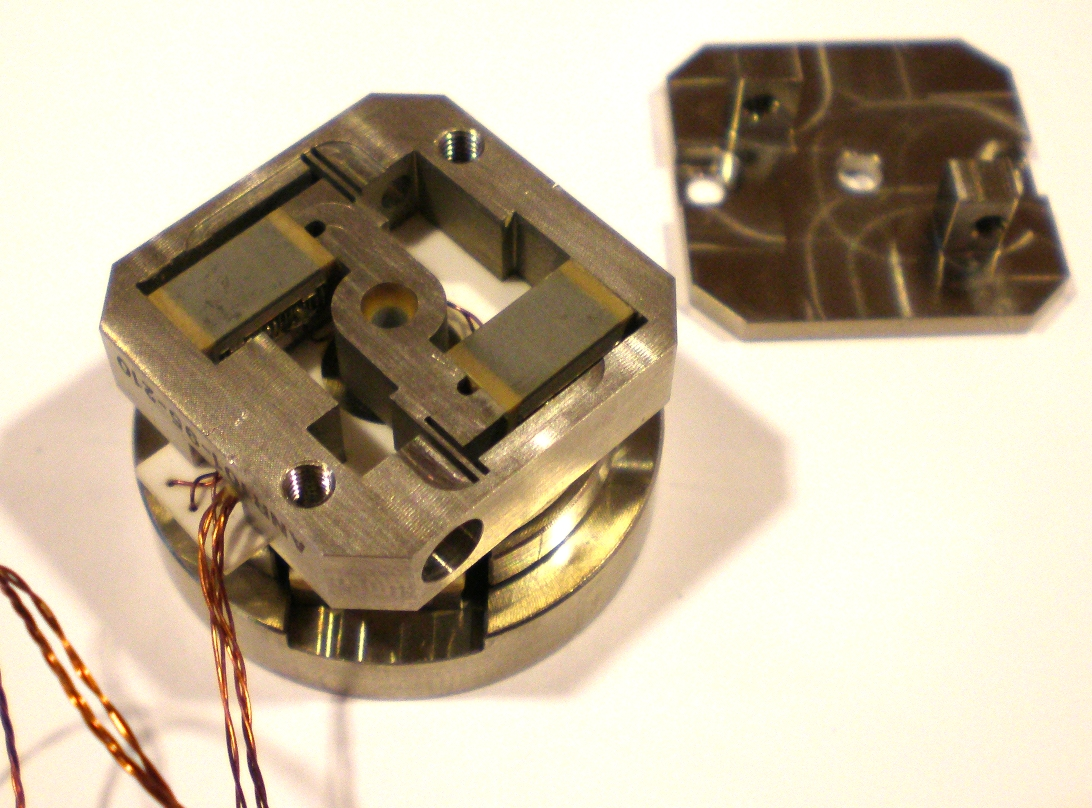
Bên trong một động cơ áp điện trượt. Hai tinh thể áp điện có thể nhìn thấy được cung cấp mô men cơ.

Động cơ áp điện hay động cơ piezo, piezo motor là loại động cơ điện hoạt động dựa trên hiệu ứng áp điện, trong đó khi có điện trường đặt lên khối vật liệu áp điện sẽ làm thay đổi hình dạng của khối đó, tạo ra cơ năng .
Động cơ điện áp sử dụng hiệu ứng điện áp xoay quanh, theo đó vật liệu tạo ra các dao động âm thanh hoặc siêu âm và được chuyển thành chuyển động tuyến tính hoặc quay. Trong một cơ chế, sự kéo dài trên một mặt phẳng được sử dụng để tạo ra một loạt các đoạn kéo và giữ vị trí, tương tự như cách mà con sâu bướm di chuyển .
Ưu điểm của động cơ áp điện là kích thước nhỏ, có tỷ số công suất trên khối lượng rất cao, lực giữ trong trạng thái OFF cao, hoạt động không cần từ trường, và làm việc được trong chân không. Nó được ứng dụng trong các thiết bị điện tử thông dụng và trong nghiên cứu vũ trụ.

Bộ thiết bị truyền động trượt.

## Các nghiên cứu
Động cơ piezo có nhiều loại, một trong những loại quan trọng có nhiều ứng dụng hiện nay được người Nhật, người Mỹ và châu Âu nghiên cứu là động cơ siêu âm (ultrasonic motor).
Đã có hai người Việt Nam làm luận án về vấn đề này tại châu Âu. Trong luận án của tiến sĩ Lê Đình Tuân trình bày về "Phương pháp phần tử hữu hạn cho loại động cơ đĩa tròn", và luận án của Nguyễn Trần Chân trình bày "Phương pháp phần tử hữu hạn cải tiến với kỹ thuật smoothing technic cho động cơ thẳng".

## Đặc điểm
Động cơ loại này có những điểm giống và khác biệt so với động cơ thông thường đang sử dụng như sau:
- Giống nhau giữa động cơ thường và động cơ Piezo:
Cùng là loại động cơ điện, biến điện năng thành cơ năng, chuyển động xoay tròn hoặc đi thẳng.
- Khác nhau cơ bản:
Động cơ điện đang dùng hiện nay dùng nguyên lý điện từ, phát từ bởi các cuộn dây quấn quanh lõi thép và từ đó stator đẩy rotor gây momen lực cơ.
Còn động cơ piezo lợi dụng tính chất biến đổi hình dạng vật liệu khi áp điện vào stator để biến năng lượng điện thành sóng cơ học đẩy rotor chạy mà không thông qua từ như loại động cơ truyền thống.

## Các thiết kế hiện tại
Kiểu kỹ thuật thứ nhất sử dụng gốm áp điện để đẩy một stator. Các động cơ áp điện này sử dụng ba nhóm tinh thể - hai để khóa, và một động cơ liên kết thường trực với vỏ của động cơ hoặc stator (nhưng không phải cả hai). Nhóm động cơ, kẹp giữa hai phần kia, cung cấp chuyển động. Các động cơ áp điện này là động cơ bước cơ bản, với mỗi bước bao gồm hai hoặc ba hành động, dựa trên kiểu khóa. Các động cơ này còn được gọi là động cơ sâu đo (inchworm). Cơ chế khác sử dụng sóng âm bề mặt (SAW, surface acoustic waves) để tạo chuyển động tuyến tính hoặc xoay.
Loại động cơ thứ hai, động cơ khúc khuỷu, sử dụng các bộ phận áp điện trực giao với một đai ốc. Rung động siêu âm của nó làm xoay một vít dẫn trung tâm. Đây là cơ chế truyền động trực tiếp.

### Cơ chế khóa
Trạng thái ban đầu của đông cơ, tức là khi không được cấp điện, là lựa chọn một trong hai dạng chốt: thường khóa hoặc thường mở.
Khi không cấp nguồn điện, ở động cơ "thường khóa" thì trục chính hoặc bánh xe không di chuyển dưới tác động lực bên ngoài.
Nếu cấp nguồn điện khi nghỉ, động cơ "thường mở" sẽ chống lại lực bên ngoài mà không cung cấp bất kỳ động lực nào.
Một sự kết hợp của chốt cơ học và tinh thể có thể làm điều tương tự, nhưng sẽ hạn chế tốc độ bước tối đa của động cơ. Hành vi không cấp nguồn của loại động cơ "thường mở" bị khóa, vì vít ổ đĩa bị khóa bởi các sợi trên đai ốc. Do đó, nó giữ vị trí của nó khi tắt nguồn.

### Cơ chế bước

Động cơ sâu đo (inchworm)

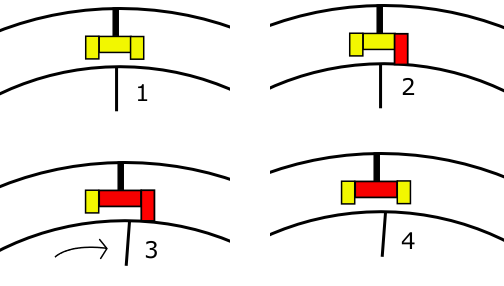
Các bước của động cơ thường tự do (Normally Free)

## Ưu điểm của loại động cơ piezo
- Không làm nhiễu dòng điện trong các mạch điện tử, từ đó gây nên sự không chính xác của hệ thống vì không tạo nên từ trường trong khi hoạt động.
- Không gây hư hỏng lặt vặt, rất bền. Chỉ hỏng khi vật liệu mòn hoặc mỏi vì cấu tạo đơn giản ít bộ phận (chỉ có rotor và stator đẩy nhau, không có chổi quét, không có cuộn dây, nên không bị cháy dây).
- Hoạt động rất chính xác, ví dụ ta muốn cho nó quay nửa vòng thì nó quay đúng 180 độ là ngừng lại, điều này rất khó khăn và cần nhiều bộ phận phức tạp với động cơ truyền thống thì mới làm được điều này.
- Khi ngừng lại không cần năng lượng để giữ đúng vị trí dừng. Điều này rất có ý nghĩa trong chế tạo và tự động.
- Không gây ra một tiếng động nào mà tai người có thể nghe được vì hoạt động với tầng số siêu âm nên nó. Đây là chức năng tuyệt vời của động cơ piezo.
- Có thể chế tạo với kích thước rất nhỏ tùy ý, điều này cho phép nó vượt xa loại động cơ truyền thống về yêu cầu kích thước nhỏ phù hợp với các ứng dụng.
- Hiệu suất cao hơn nhiều so với động cơ truyền thống, không mất năng lượng cho việc làm nóng các cuộn dây, chổi quét và lõi thép.
- Có thể điều chỉnh ngược, xuôi với tốc độ tùy thích. Đây cũng là một đặc điểm ưu việt.
- Khối lượng nhẹ hơn nhiều so với loại động cơ truyền thống cùng công suất.
- Không nguy hiểm vì không có cháy nổ chập điện trong loại động cơ này, vì nó chỉ gồm một đĩa có khả năng tạo sóng cơ học đẩy đĩa kia xoay tròn.

## Ứng dụng
Trong tương lai loại động cơ này sẽ được ứng dụng rộng rãi vì các tính năng tuyệt vời của nó vào kỹ thuật làm thay đổi tối ưu hơn các sản phẩm kỹ thuật. Ở các nước như Mỹ, Châu Âu, Nhật đang đi tiên phong nghiên cứu và ứng dụng.